# Provinciale weg 354
De provinciale weg 354 (N354) is een provinciale weg in de provincie Friesland. De weg verbindt de A32 bij Idaard via Sneek met de A6 ter hoogte van het Tjeukemeer bij Oosterzee. Bij Sneek sluit de weg aan op de A7/N7 richting Amsterdam en Heerenveen.
De weg is grotendeels uitgevoerd als tweestrooks-gebiedsontsluitingsweg met een maximumsnelheid van 80 km/h. Het gedeelte dat tezamen met de N7 verloopt (Stadsrondweg-Zuid) heeft twee rijstroken per rijrichting.

## Geschiedenis
Oorspronkelijk was het overgrote deel van de huidige N354 een rijksweg. In het Rijkswegenplan 1932 opgenomen als rijksweg 40, welke een verbinding vormde tussen Rauwerd en Lemmer. De weg was voorzien als rijksweg door de nog droog te leggen Noordoostpolder. Tot aan de feitelijke drooglegging van deze polder in 1942 zou rijksweg 40 behouden blijven. Na de oorlog werd in het rijkswegenplan van 1948 echter besloten dat de verbinding door de polder westelijker zou aansluiten op rijksweg 43 (de huidige A7), niet bij Sneek, maar bij Joure. Als gevolg hiervan werd het gedeelte tussen Sneek en Lemmer afgevoerd als planweg, waarna het gedeelte tussen Sneek en Rauwerd overbleef als planrijksweg 40. Uiteindelijk zou ook dit deel, met ingang van het Rijkswegenplan 1968 afgevoerd worden, ten gunste van een nooit uitgevoerde verlenging van rijksweg 50 van Joure naar de A32 ten zuiden van Akkrum.
Voor de bewegwijzering wordt sinds de invoering van de driecijferige N-nummers in 1981 het nummer N354 gebruikt. Deze volgde vanaf Woudsend de weg richting Balk, waar de weg aansloot op de N359. Dit gedeelte is tegenwoordig onderdeel van de N928.

## Kunstwerken
De N354 kent een viertal kunstwerken:
- Het Houkesloot Aquaduct onder de Houkesloot bij Sneek
- Het Jeltesloot Aquaduct onder de Jeltesloot bij Hommerts
- De brug Spannenburg over het Prinses Margrietkanaal, bij Spannenburg
- De Follegabrug over de Follegasloot bij Follega

## Afbeeldingen

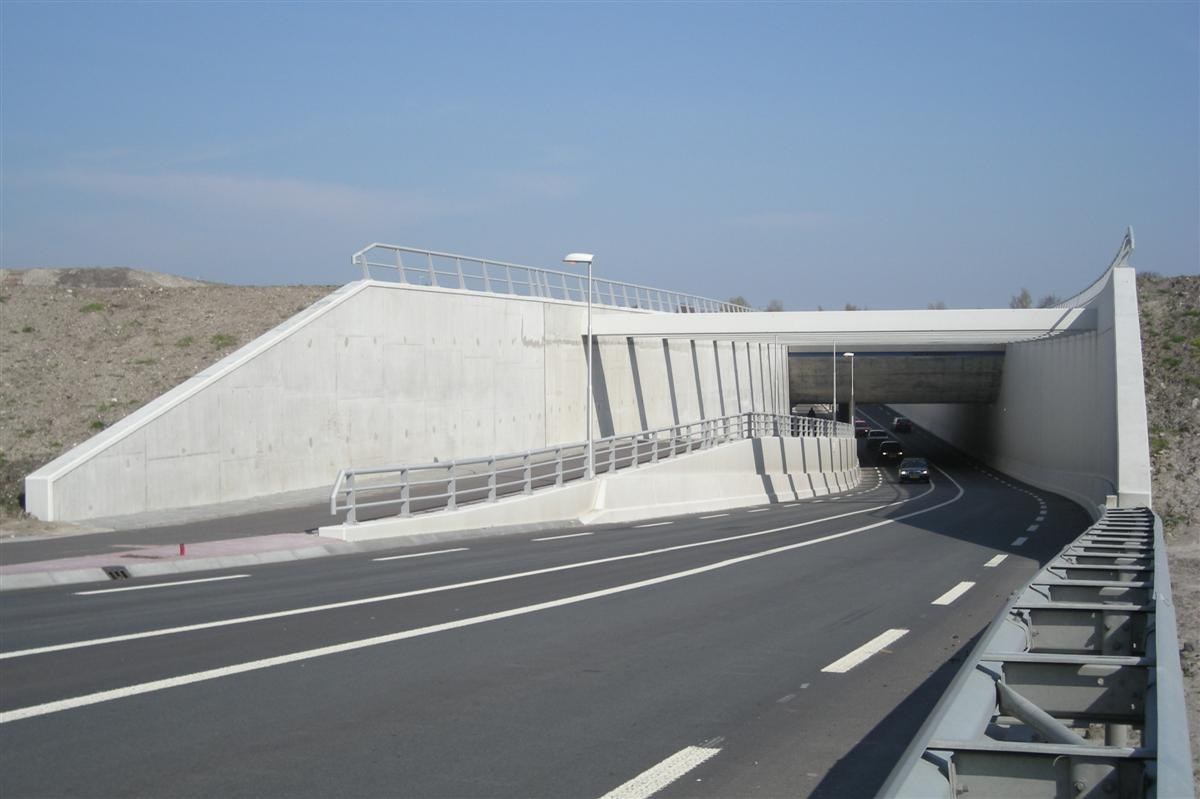
Het Jeltesloot Aquaduct ter hoogte van Hommerts
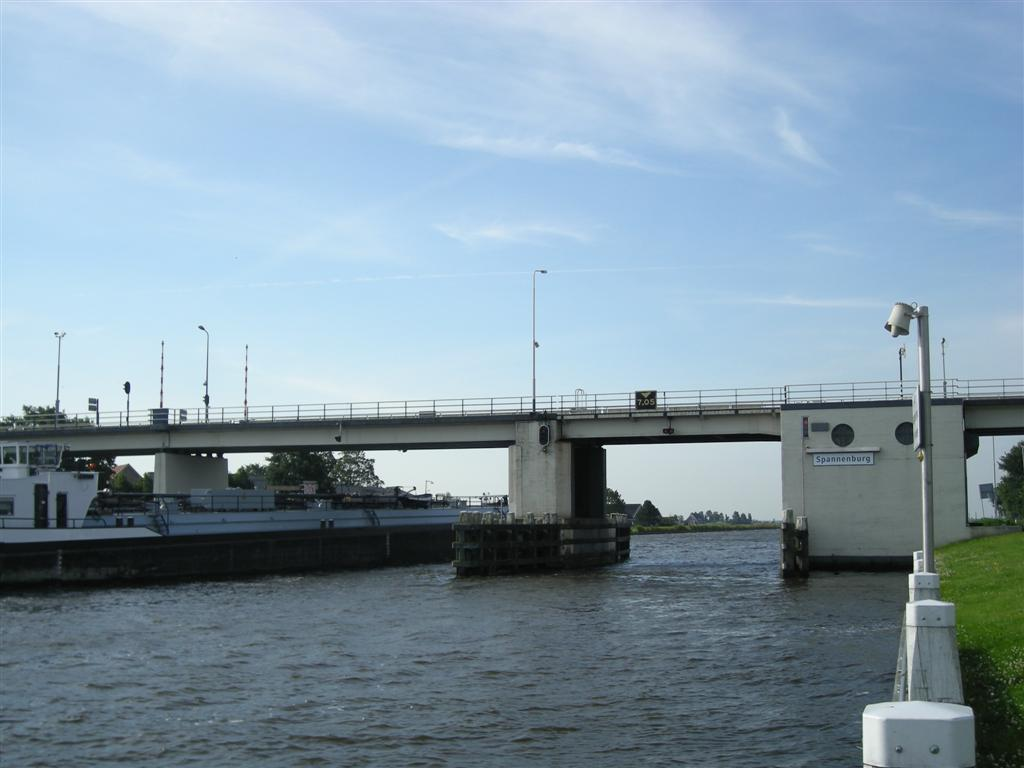
De brug Spannenburg over het Prinses Margrietkanaal bij Spannenburg
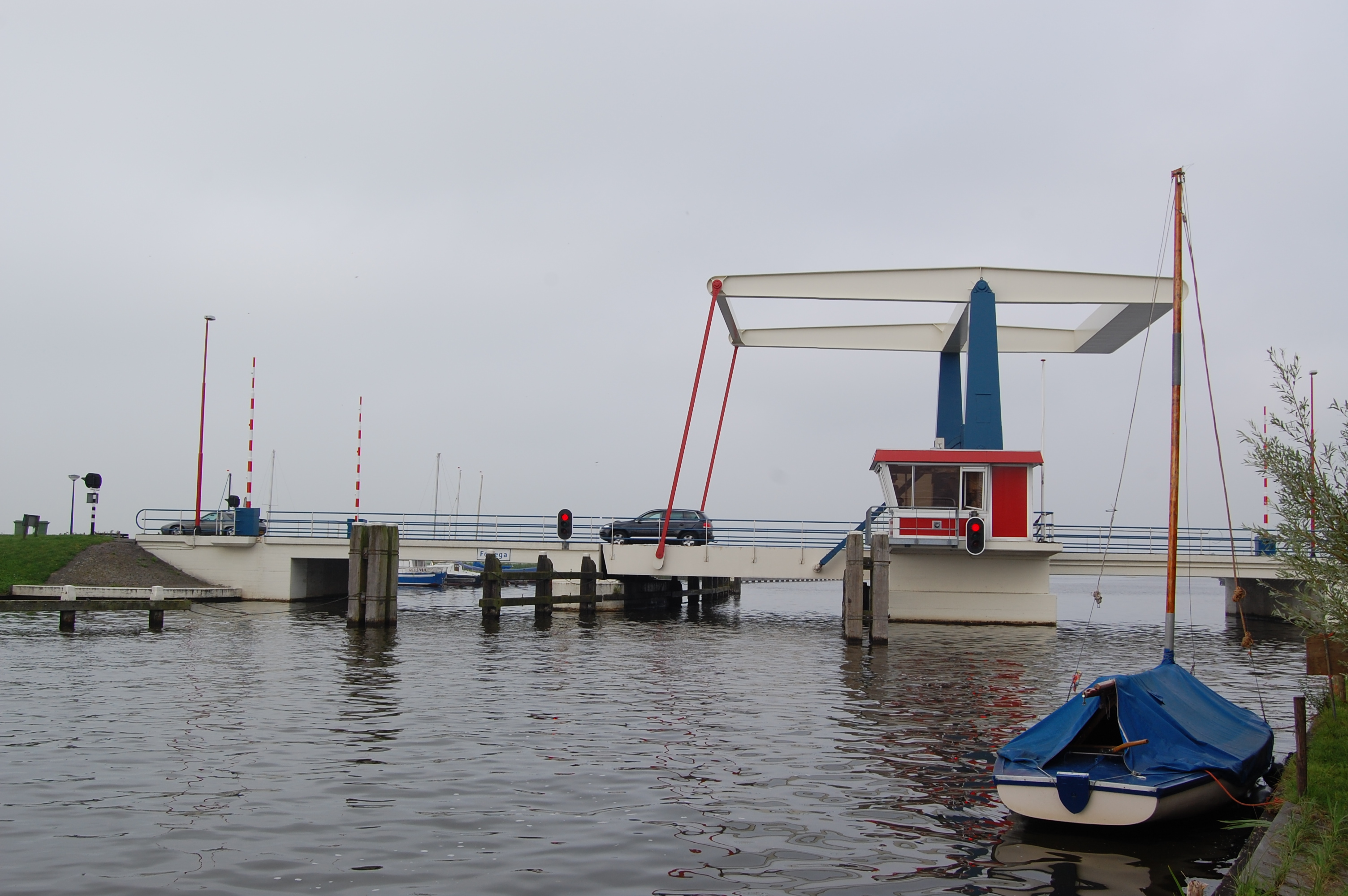
De Follegabrug over de Follegasloot bij Follega

N34 · N46 · N351 · N353 · N354 · N355 · N356 · N357 · N358 · N359 · N360 · N361 · N362 · N363 · N364 · N365 · N366 · N367 · N368 · N369 · N370 · N371 · N372 · N373 · N374 · N375 · N376 · N377 · N378 · N379 · N380 · N381 · N382 · N383 · N384 · N385 · N386 · N387 · N388 · N390 · N391 · N392 · N393 · N398

N851 · N852 · N853 · N854 · N855 · N856 · N857 · N858 · N860 · N861 · N862 · N863 · N865 · N910 · N913 · N917 · N918 · N919 · N924 · N927 · N928 · N962 · N963 · N964 · N966 · N967 · N969 · N972 · N973 · N974 · N975 · N976 · N977 · N978 · N979 · N980 · N981 · N982 · N983 · N984 · N985 · N986 · N987 · N988 · N989 · N990 · N991 · N992 · N993 · N994 · N995 · N996 · N997 · N998 · N999

Cursief vermelde wegen zijn voormalige provinciale wegen.